# Malaia whiteheadi
Malaia whiteheadi är en skalbaggsart som beskrevs av Ohaus 1912. Malaia whiteheadi ingår i släktet Malaia och familjen Rutelidae. Inga underarter finns listade i Catalogue of Life.